# Warne Marsh
Warne Marsh est un saxophoniste de jazz américain, né à Los Angeles le 26 octobre 1927 et mort à Hollywood le 17 décembre 1987.
Avec Lee Konitz, il est un des deux disciples les plus connus du pianiste et théoricien Lennie Tristano.

## Biographie
Fils du directeur de la photographie Oliver T. Marsh et d'une violoniste d'origine russe, il s'initie au saxophone après avoir étudié l'accordéon, le piano et la clarinette basse.

## Discographie
- 1955 : Lee Konitz with Warne Marsh
- 1956 : Jazz of Two Cities (en)
- 1956 : Art Pepper with Warne Marsh
- 1957 : Music for Prancing (Mode Records, MOD-LP #125)
- 1958 : Warne Marsh (en) (Atlantic)
- 1969 : Ne Plus Ultra (en)
- 1973 : Report of the 1st Annual Symposium on Relaxed Improvisation (en)
- 1974 : The Art of Improvising (en)
- 1976 : All Music (en)
- 1976 : Warne Marsh Quintet: Jazz Exchange Vol. 1 (en)
- 1977 : Warne Out (en)
- 1977 : Lee Konitz Meets Warne Marsh Again (en)
- 1977 : Live at the Montmartre Club: Jazz Exchange Vol. 2 (en)
- 1977 : Tenor Gladness (en) avec Lew Tabackin
- 1978 : Apogee (en)
- 1979 : Live in Hollywood (en)
- 1980 : Duo, avec Red Mitchell
- 1980 : Warne Marsh & Kenny Drew Trio
- 1980 : How Deep, How High (en)
- 1980 : I Remember You... (en) avec Karin Krog et Red Mitchell
- 1982 : Star Highs (en)
- 1983 : Sax of a Kind
- 1984 : A Ballad Album (en)
- 1985 : Newly Marsh
- 1985 : Warne Marsh Lee Konitz: Jazz Exchange Vol. 3 (en)
- 1986 : Back Home (en)
- 1986 : Warne Marsh & Susan Chen (en), avec Susan Chen
- 1987 : Two Days in the Life of... (en)
- 1987 : Posthumous (en)
- 1991 : Conversations with Warne Volume 1 (en)
- 1991 : Conversations with Warne Volume 2 (en)
- 1993 : Ballad for You (en)
- 1997 : The Unissued 1975 Copenhagen Studio Recordings (en)
- 1997 : The Unissued Copenhagen Studio Recordings (en)

### Comme sideman
Avec Joe Albany
- 1957 : The Right Combination (en)

Avec Lee Konitz et Jimmy Giuffre
- 1959 : Lee Konitz Meets Jimmy Giuffre (Verve Records MGV 8335)